# 西南贸易专科学校
西南贸易专科学校是曾位于中国重庆的一所高等院校，校址设重庆市曾家岩。全国高等院校进行院系调整时被撤消，并入四川财经学院。

## 历史沿革
西南贸易专科学校成立于1951年9月，前身为创始于1940年的私立求精商学院。
- 1940年私立求精商业专科学校由美国中华基督教卫理公会华西区创办
- 1945年学校原址征做美军总司令部，学校迁往曾家岩淑德女中旧址；同年秋迁回原址[2]
- 1948年改名为私立求精商学院，4月12日定为校庆日
- 1951年9月西南军政委员会贸易部接管了求精商学院，改名为西南贸易专科学校。
- 1952年院系调整时，西南贸易专科学校奉命撤销，其茶叶科和基本建设工程科分别并入西南农学院和西南工学院；会计、统计、国内贸易、储运4科和校部并入西南人民革命大学，为贸易系。1953年又随西南革大三处并入四川财经学院。